# Trône royal Ashanti
Pour les articles homonymes, voir Trône (homonymie).

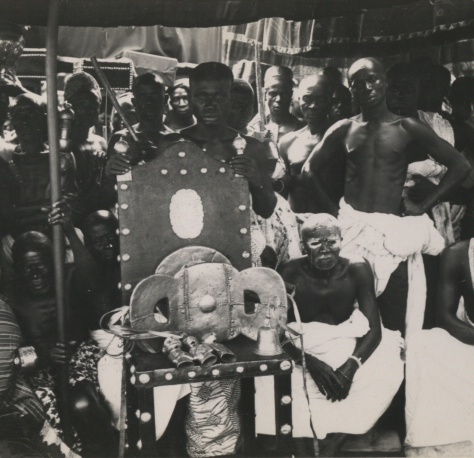
Le trône en 1935

Selon la légende, Okomfo Anokye (à la fois Grand Prêtre et l'un des deux fondateurs principaux de l'Empire Ashanti) a fait descendre du ciel le célèbre trône royal des Ashanti connu sous le nom de Trône d'Or (Tabouret d'Or ou Sika 'dwa dans la langue Ashanti) pour le faire atterrir sur les genoux d'Osei Tutu, le premier roi de la tribu Ashanti. Traditionnellement, de tels sièges symbolisaient l'autorité du chef de tribu, mais le Trône d'Or est aussi supposé contenir l'esprit (des vivants, des morts et des êtres à venir) du peuple Ashanti.

## Symboles et rituels
Lors de la formation de la confédération ashanti, Osei Tutu Ier introduit le concept du sika dwa Kofi (trône royal d'or). Selon la légende, c'est Okomfo Anokye qui le fait descendre du ciel. Le trône représente alors l'âme, la vitalité et l'union de tous les Ashantis. Celui qui siège est reconnu comme l'Asantehene (roi des Ashantis). Le trône doit être protégé à tout prix et ne jamais tomber aux mains de l'ennemi. Le trône est dès lors un symbole représentant l'Empire ashanti et sa création marque l'étape capitale dans la formation de celui-ci.
Chaque trône est considéré comme étant le siège de l'âme de la personne qui l'occupe et lorsqu'il est vacant, il est placé contre un mur afin que d'autres âmes passant tout près puissent s'y reposer. Le trône royal ne doit jamais toucher le sol; il est donc mis sur une couverture. Lors de son inauguration, un nouveau roi est élevé puis abaissé au-dessus du trône sans jamais le toucher. Un trône est apporté au roi sur un oreiller, étant donné que seul le chef du peuple Ashanti lui-même a le droit de le toucher.

## Conflits historiques
Plusieurs guerres ont éclaté car on se disputait la possession du trône royal. En 1896, Prempeh I, le chef du peuple fut déporté plutôt que de risquer de perdre à la fois la guerre et le trône. En 1900, Sir Frederic Mitchell Hodgson, alors Gouverneur de la Côte-de-l'Or (The Gold Coast), exigea qu'on lui permette de s'asseoir sur le Trône d'Or, et ordonna la mise en place d'une recherche pour le trouver. Cette décision provoqua une rébellion armée connue sous le nom de Guerre du Trône d'Or qui se termina par l'annexion du territoire Ashanti à l'Empire Britannique. Mais, le caractère sacré du Trône d'Or fut préservé. En 1920, des Africains travaillant sur les routes découvrirent le trône et lui enlevèrent certains de ses ornements d'or. Ils furent alors placés en détention préventive par les Britanniques avant d'être jugés selon la coutume locale et condamnés à mort. Mais, après l'intervention des Britanniques, le groupe fut finalement exilé. Les Britanniques assurèrent de ne plus se mêler du trône et sortirent ce dernier de l'endroit où ils l'avaient caché.
En 1935, le trône fut utilisé lors de la cérémonie du couronnement d'Osei Tutu Agyeman Prempeh II.

## Caractéristiques
Le Trône d'Or est un siège courbe d'une hauteur de 46 cm. Sa plate-forme mesure 61 cm de largeur et 30 cm de profondeur. Sa surface est entièrement incrustée d'or. Il est orné de cloches pour prévenir le roi d'un danger imminent. Peu de personnes l'ont vu et seuls le roi, la reine, le fidèle prince Ofosu Sefa Boakye, et d'autres conseillers de confiance en connaissent la cachette.
Des répliques ont été créées pour les chefs de tribus et lors de leurs funérailles, selon le cérémonial d'usage, elles sont noircies de sang d'animal en symbole du pouvoir exercé par ces chefs pendant des générations. Le trône fait partie de ce qui compte le plus chez les Ashanti car il est toujours associé à l'idée de succession et de pouvoir.
Chaque trône est créé à partir d'un seul morceau de bois dans lequel sont sculptés des sièges en forme de croissant, des bases plates et un cadre complexe. Les nombreux motifs et symboles signifient que chaque trône est unique et que chacun a une signification différente selon l'âme de la personne qui occupe le siège. Sur certains motifs, on peut voir des formes animales ou des images qui rappellent la personne qui a utilisé le trône. La forme générale des trônes Ashanti a été copiée par d'autres cultures et vendue dans le monde entier.